# مرحلة خروج المغلوب في كأس الاتحاد الآسيوي 2015
سوف تلعب مرحلة خروج المغلوب من بطولة كأس الاتحاد الآسيوي 2015 في الفترة ما بين 26 مايو إلى 31 أكتوبر 2015. وسيتنافس ما مجموعه 16 فريقاً في مرحلة خروج المغلوب لتحديد بطل كأس الاتحاد الآسيوي 2015.

## الفرق المتأهلة
تأهل متصدري وأصحاب المركز الثاني من جميع المجموعات الثمانية في مرحلة المجموعات إلى مرحلة خروج المغلوب. تواجد ثمانية فرق من كل منطقة.
| المنطقة                        | المجموعة | المتصدر           | الوصيف            |
| ------------------------------ | -------- | ----------------- | ----------------- |
| منطقة غرب آسيا (المجموعات أ–د) | أ        | الوحدات           | الوحدة            |
| منطقة غرب آسيا (المجموعات أ–د) | ب        | الشرطة            | الجزيرة           |
| منطقة غرب آسيا (المجموعات أ–د) | ج        | استقلال           | القادسية          |
| منطقة غرب آسيا (المجموعات أ–د) | د        | الجيش             | الكويت            |
| منطقة شرق آسيا (المجموعات ر–ط) | ر        | برسيبورا جايابورا | بنغالورو          |
| منطقة شرق آسيا (المجموعات ر–ط) | س        | جوهر دار التعظيم  | كيتشي             |
| منطقة شرق آسيا (المجموعات ر–ط) | ص        | ساوث تشاينا       | باهانغ            |
| منطقة شرق آسيا (المجموعات ر–ط) | ط        | برسيب باندونغ     | آياياوادي يونايتد |

## الجدول الزمني
الجدول الزمني لكل دور كما يلي.
| الدور       | مباراة الذهاب     | مباراة الإياب     |
| ----------- | ----------------- | ----------------- |
| ثمن النهائي | 26–27 مايو 2015   | 26–27 مايو 2015   |
| ربع النهائي | 25–26 أغسطس 2015  | 15–16 سبتمبر 2015 |
| نصف النهائي | 29–30 سبتمبر 2015 | 20–21 أكتوبر 2015 |
| النهائي     | 31 أكتوبر 2015    | 31 أكتوبر 2015    |

## الرسم البياني
تبارى متصدر كل مجموعة في الدور ثمن النهائي مع وصيف مجموعة أخرى من نفس المنطقة مع استضافة متصدر المجموعة للمباراة. تم تحديد المواجهات كما يلي:
| منطقة غرب آسيا - متصدر المجموعة أ ضد وصيف المجموعة ج - متصدر المجموعة ج ضد وصيف المجموعة أ - متصدر المجموعة ب ضد وصيف المجموعة د - متصدر المجموعة د ضد وصيف المجموعة ب | منطقة شرق آسيا - متصدر المجموعة ر ضد وصيف المجموعة ص - متصدر المجموعة ص ضد وصيف المجموعة ر - متصدر المجموعة س ضد وصيف المجموعة ط - متصدر المجموعة ط ضد وصيف المجموعة س |

سوف تعقد قرعة ربع النهائي بعد انتهاء الدور ثمن النهائي. كان بإمكان فرق من مناطق مختلفة التواجه وتم تطبيق قانون إبعاد الفرق التي تمثل نفس البلد عن المواجهات.
لم تجرى أي قرعة بالنسبة للدور نصف النهائي حيث تكفلت الجهة المنظمة بتحديد المباريات خلال قرعة ربع النهائي: الفائز من ر.ن 1 ضد الفائز من ر.ن 2 والفائز من ر.ن 3 ضد الفائز من ر.ن 4 مع احتضان فائزي ر.ن 2 و ر.ن 4 مباراة الإياب.
تم عقد قرعة لتحديد الفريق المستضيف للنهائي بعد إجراء قرعة ربع النهائي.

## ثمن النهائي
| فريق 1            | نتيجة                | فريق 2            |
| منطقة غرب آسيا    | منطقة غرب آسيا       | منطقة غرب آسيا    |
| ----------------- | -------------------- | ----------------- |
| الوحدات           | 0–1                  | القادسية          |
| استقلال           | 1–1 (ب.و.إ.) (4–2 ر) | الوحدة            |
| الشرطة            | 0–2                  | الكويت            |
| الجيش             | 1–0                  | الجزيرة           |
| منطقة شرق آسيا    |                      |                   |
| برسيبورا جايابورا | أجلت                 | باهانغ            |
| ساوث تشاينا       | 2–0                  | بنغالورو          |
| جوهر دار التعظيم  | 5–0                  | آياياوادي يونايتد |
| برسيب باندونغ     | 0–2                  | كيتشي             |

| برسيبورا جايابورا | أجلت  | باهانغ |
| ----------------- | ----- | ------ |
|                   | تقرير |        |

لم تلعب المباراة كما كان مقرراً نتيجة عدم منح بعض لاعبي باهانغ تأشيرات الدخول إلى إندونيسيا. سيتم اتخاذ قرار نهائي بخصوص المباراة من قبل الاتحاد الآسيوي لكرة القدم بمجرد انتهاء التحقيق.
| ساوث تشاينا              | 2–0   | بنغالورو |
| ------------------------ | ----- | -------- |
| ماكبرين 28' (ركلة.)، 58' | تقرير |          |

| استقلال           | 1–1 (ب.و.إ.) | الوحدة     |
| ----------------- | ------------ | ---------- |
| الكردي 34' (ه.ع.) | تقرير        | الكردي 21' |

| الوحدات | 0–1   | القادسية     |
| ------- | ----- | ------------ |
|         | تقرير | الأنصاري 76' |

| برسيب باندونغ | 0–2   | كيتشي                          |
| ------------- | ----- | ------------------------------ |
|               | تقرير | بيلينكوسو 32' · لام كا واي 44' |

| جوهر دار التعظيم                             | 5–0   | آياياوادي يونايتد |
| -------------------------------------------- | ----- | ----------------- |
| شفيق 1' · فيغيروا 46'، 90+1' · دياز 61'، 74' | تقرير |                   |

| الجيش             | 1–0   | الجزيرة |
| ----------------- | ----- | ------- |
| شريفة 90' (ركلة.) | تقرير |         |

| الشرطة | 0–2   | الكويت                                |
| ------ | ----- | ------------------------------------- |
|        | تقرير | البريكي 80' (ركلة.) · روجيرينيو 90+4' |

ملاحظات
1. ^ لم يسمح للفرق السورية بإستضافة مباريات على أرضها بسبب المخاوف الأمنية.
2. ^ لم يسمح للفرق العراقية بإستضافة مباريات على أرضها بسبب المخاوف الأمنية.

## ربع النهائي
| الفريق الأول | إجم.  | الفريق الثاني | مباراة الذهاب | مباراة الإياب |
| ------------ | ----- | ------------- | ------------- | ------------- |
| سيحدد لاحقاً  | ر.ن.1 | سيحدد لاحقاً   | 25 أغسطس      | 15 سبتمبر     |
| سيحدد لاحقاً  | ر.ن.2 | سيحدد لاحقاً   | 25 أغسطس      | 15 سبتمبر     |
| سيحدد لاحقاً  | ر.ن.3 | سيحدد لاحقاً   | 26 أغسطس      | 16 سبتمبر     |
| سيحدد لاحقاً  | ر.ن.4 | سيحدد لاحقاً   | 26 أغسطس      | 16 سبتمبر     |

### مباراة الذهاب
| سيحدد لاحقاً | ضد | سيحدد لاحقاً |
| ----------- | -- | ----------- |
|             |    |             |

| سيحدد لاحقاً | ضد | سيحدد لاحقاً |
| ----------- | -- | ----------- |
|             |    |             |

| سيحدد لاحقاً | ضد | سيحدد لاحقاً |
| ----------- | -- | ----------- |
|             |    |             |

| سيحدد لاحقاً | ضد | سيحدد لاحقاً |
| ----------- | -- | ----------- |
|             |    |             |

### مباراة الإياب
| سيحدد لاحقاً | ضد | سيحدد لاحقاً |
| ----------- | -- | ----------- |
|             |    |             |

| سيحدد لاحقاً | ضد | سيحدد لاحقاً |
| ----------- | -- | ----------- |
|             |    |             |

| سيحدد لاحقاً | ضد | سيحدد لاحقاً |
| ----------- | -- | ----------- |
|             |    |             |

| سيحدد لاحقاً | ضد | سيحدد لاحقاً |
| ----------- | -- | ----------- |
|             |    |             |

## نصف النهائي
| الفريق الأول | إجم.  | الفريق الثاني | مباراة الذهاب | مباراة الإياب |
| ------------ | ----- | ------------- | ------------- | ------------- |
| فائز ر.ن.1   | ن.ن.1 | فائز ر.ن.2    | 29 سبتمبر     | 20 أكتوبر     |
| فائز ر.ن.3   | ن.ن.2 | فائز ر.ن.4    | 30 سبتمبر     | 21 أكتوبر     |

### مباراة الذهاب
| فائز ر.ن.1 | ضد | فائز ر.ن.2 |
| ---------- | -- | ---------- |
|            |    |            |

| فائز ر.ن.3 | ضد | فائز ر.ن.4 |
| ---------- | -- | ---------- |
|            |    |            |

### مباراة الإياب
| فائز ر.ن.2 | ضد | فائز ر.ن.1 |
| ---------- | -- | ---------- |
|            |    |            |

| فائز ر.ن.4 | ضد | فائز ر.ن.3 |
| ---------- | -- | ---------- |
|            |    |            |

## النهائي
| فريق 1           | نتيجة     | فريق 2           |
| ---------------- | --------- | ---------------- |
| فائز ن.ن.1/ن.ن.2 | 31 أكتوبر | فائز ن.ن.1/ن.ن.2 |

| فائز ن.ن.1/ن.ن.2 | ضد | فائز ن.ن.2/ن.ن.1 |
| ---------------- | -- | ---------------- |
|                  |    |                  |

## روابط خارجية
- كأس الاتحاد الآسيوي، the-AFC.com